# Ringsteds kommun
Ringsteds kommun (danska: Ringsted Kommune) är en kommun ungefär mitt på ön Sjælland i Danmark. Kommunen tillhör Region Själland. Tidigare tillhörde kommunen Västsjällands amt. Staden Ringsted är centralort. Kommunen har 33 153 invånare (2012) och en yta på 295,17 km².
Före kommunalreformen 2007 var Ringsteds kommun en av de ytmässigt största kommunerna i Danmark. Den är oförändrad (sedan förra kommunalreformen 1970) även efter 2007, eftersom man inte lyckats nå en lösning i förhandlingar med angränsande kommuner.
En turistattraktion i Ringsteds kommun är Sporvejsmuseet Skjoldenæsholm.

## Borgmästare
- Poul Thisted Knudsen, Venstre, 1 april 1970–31 mars 1974[3]
- Gunnar Møller Rasmussen, Venstre, 1 april 1974–31 december 1985[3]
- Tove Frederiksen, Socialdemokratiet, 1 januari 1986–31 december 1989[3]
- Gunnar Møller Rasmussen, Venstre, 1 januari 1990–31 december 1993
- Ole Mølgaard, Socialdemokratiet, 1994–31 december 1997[3]
- Rasmus Kristensen, Venstre, 1 januari 1998–31 december 2001[3]
- Benny Christensen, Socialdemokratiet, 1 januari 2002–31 december 2005[3]
- Niels Ulrich Hermansen, Venstre, 1 januari 2006–31 december 2013
- Henrik Hvidesten, Venstre, 1 januari 2014–5 februari 2024
- Klaus Hansen, Venstre, 5 februari 2024–[4]

Denna lista hämtas från Wikidata. Informationen kan ändras där.